# ماوگوژاتا پینکوفسکا
ماوگوژاتا پینکوفسکا (لهستانی: Małgorzata Pieńkowska؛ ‏ زادهٔ ۱۹ مه ۱۹۶۵) بازیگر اهل لهستان است.
از فیلم‌ها یا مجموعه‌های تلویزیونی که وی در آن‌ها نقش داشته‌است، می‌توان به ع چون عشق و فرصت دوباره اشاره نمود.